# Kujavsko-pomořské vojvodství
Kujavsko-pomořské vojvodství (polsky Województwo kujawsko-pomorskie) je vyšší územně samosprávný celek Polska, je jedním z 16 vojvodství. Vzniklo v roce 1999 na území dřívějších vojvodství bydhošťského, wloclawského a toruňského. Původně se tento region měl stát součástí „velkého“ Pomořského vojvodství (Włocławek pod Lodžské), ale po protestech místních obyvatel od toho bylo upuštěno a bylo vytvořeno Kujavsko-pomořské vojvodství. V důsledku lobby poslanců z Toruně bylo dodatečně rozhodnuto o umístění sejmiku do Toruně (původně se měl nacházet v Bydhošti), zatímco Bydhošť se stala sídlem vojvody.
Vojvodství se nachází v severní části středního Polska a sousedí s Pomořským, Varmijsko-mazurským, Mazovským, Lodžským a Velkopolským vojvodstvím.

## Historická území
Vedle Kujavska zahrnuje vojvodství také Chelmiňsko, jižní část Pomoří a okrajovou východní část Velkopolska.

## Významná města
(v závorce počet obyvatel)
- Bydhošť (Bydgoszcz, 383 213)
- Toruň (Toruń, 205 397)
- Włocławek (123 439)
- Grudziądz (99 850)
- Inowrocław (79 521)
- Brodnica (27 895)
- Świecie (27 000)
- Chełmno (21 100)
- Nakło nad Notecią (20 000)

## Okresy

### okresy
- Okres Aleksandrów
- Okres Brodnica
- Okres Bydhošť
- Okres Chełmno
- Okres Golub-Dobrzyń
- Okres Grudziądz
- Okres Inowrocław
- Okres Lipno
- Okres Mogilno
- Okres Nakło
- Okres Radziejów
- Okres Rypin
- Okres Sępólno
- Okres Świecie
- Okres Toruň
- Okres Tuchola
- Okres Wąbrzeźno
- Okres Włocławek
- Okres Żnin

### městské okresy
- Bydhošť
- Toruň
- Grudziądz
- Włocławek